# تاكيشي أوباتا
تاكيشي أوباتا (باليابانية: 小畑 健 Obata Takeshi ولد في 11 فبراير 1969) هو مانغاكا ياباني غالبًا ما يعمل على رسم وتصوير المانغا رفقة كاتب، هيكارو نو غو كان أول أعماله التي اكتسبت جماهيرة، وفي عام 2003 بدأ أوباتا برسم مانغا مذكرة الموت رفقة الكاتب تسوجومي أوبا حيث أحدث هذا العمل صدى واسع بين متابعين المانغا ليعود بعد ذلك في عام 2008 رفقة نفس الكاتب في مانغا باكومان.

## روابط خارجية
- تاكيشي أوباتا على موقع IMDb (الإنجليزية)
- تاكيشي أوباتا على موقع ميتاكريتيك (الإنجليزية)
- تاكيشي أوباتا على موقع قاعدة بيانات الفيلم (الإنجليزية)
- تاكيشي أوباتا على موقع ANN person (الإنجليزية)